# جيرزي
جيرزي أو جيرسي (بالإنجليزية: Jersey)‏ جزيرة تقع في القنال الإنجليزي شمال غرب أوروبا، تبعد عن جنوب إنجلترا 150 كم، وتبعد عن سواحل فرنسا الشمالية 22 كم. جزيرة جيرزي ليست جزءًا من المملكة المتحدة، لكنها تتبع التاج البريطاني وهي تتمتع بأحد أشكال الحكم الذاتي. نظام الحكم فيها أشبه بنظام الحكم في جزيرة مان، حماية الجزيرة تقع على عاتق القوات البريطانية. يبلغ عدد سكانها حوالي 107 ألف نسمة وعاصمة الجزيرة هي مدينة ساينت هيلير تعتبر الجزيرة من أغنى مناطق العالم. حيث يبلغ ناتج الفرد السنوي حوالي 45 ألف جنيه إسترليني حسب (إحصائيات عام 2019) وبذلك إحتلت المركز السادس عالميًا، ويبلغ ناتج الجزيرة السنوي 6,63 مليار دولار. اللغات الرسمية للجزيرة الإنجليزية والفرنسية وهنالك أيضًا اللغة الجيرزية، وهي لغة الجزيرة الأصلية والتي أخذت بالاندثار. في الآونة الأخيرة تقوم الجزيرة بجهود لإحياء لغة جيرز. اقتصاد الجزيرة يقوم بشكل أساسي على الخدمات المالية والسياحة والتجارة الإلكترونية والأنشطة الزراعية والقليل من صيد الأسماك. تضم الجزيرة تحت حكمها الكثير من الجزر الصغيرة والصخرية غير المأهولة بالسكان، وهذه الجزر(جزر جيرزي) مع جزيرة جيرنزي وجزرها تُعرف بجزر القنال.

## التاريخ
كانت جيرسي جزءًا من دوقية نورماندي حتى عام 1204، عندما خسرت إنجلترا نورماندي أمام الفرنسيين. ومنذ ذلك الحين، تمتعت جيرسي بالحق في الحكم الذاتي. واحتلتها ألمانيا النازية خلال الحرب العالمية الثانية.

## الاقتصاد
جيرسي هي منطقة قضائية منخفضة الضرائب. تجني الجزيرة الكثير من الأموال من قطاع الخدمات المالية. الجزيرة لها تاريخ في الزراعة ، مع عدد من المنتجات الزراعية الشهيرة. تشمل هذه المنتجات هي بقرة جيرسي ومنتجات الألبان وبطاطس جيرسي رويال.

## سياسة
الجزيرة تابعة للحكم الذاتي للمملكة المتحدة. الملك تشارلز الثالث هو رأس الدولة.
للجزيرة برلمان خاص بها يسمى «المجسم States». تنتخب هذه الجمعية رئيس وزراء الجزيرة ووزراء المجلس. رئيس الوزراء هو رئيس حكومة جيرسي.

## المناخ
يظهر الجدول التالي التغييرات المناخية على مدار السنة لجيرزي:
| البيانات المناخية لـجيرزي         | البيانات المناخية لـجيرزي | البيانات المناخية لـجيرزي | البيانات المناخية لـجيرزي | البيانات المناخية لـجيرزي | البيانات المناخية لـجيرزي | البيانات المناخية لـجيرزي | البيانات المناخية لـجيرزي | البيانات المناخية لـجيرزي | البيانات المناخية لـجيرزي | البيانات المناخية لـجيرزي | البيانات المناخية لـجيرزي | البيانات المناخية لـجيرزي | البيانات المناخية لـجيرزي |
| الشهر                             | يناير                     | فبراير                    | مارس                      | أبريل                     | مايو                      | يونيو                     | يوليو                     | أغسطس                     | سبتمبر                    | أكتوبر                    | نوفمبر                    | ديسمبر                    | المعدل السنوي             |
| --------------------------------- | ------------------------- | ------------------------- | ------------------------- | ------------------------- | ------------------------- | ------------------------- | ------------------------- | ------------------------- | ------------------------- | ------------------------- | ------------------------- | ------------------------- | ------------------------- |
| الدرجة القصوى °م (°ف)             | 14.0 (57.2)               | 18.0 (64.4)               | 20.3 (68.5)               | 25.0 (77.0)               | 28.0 (82.4)               | 33.0 (91.4)               | 36.0 (96.8)               | 36.0 (96.8)               | 30.2 (86.4)               | 26.0 (78.8)               | 21.0 (69.8)               | 16.0 (60.8)               | 36.0 (96.8)               |
| متوسط درجة الحرارة الكبرى °م (°ف) | 8.3 (46.9)                | 8.4 (47.1)                | 10.4 (50.7)               | 12.5 (54.5)               | 15.8 (60.4)               | 18.4 (65.1)               | 20.4 (68.7)               | 20.6 (69.1)               | 18.7 (65.7)               | 15.4 (59.7)               | 11.7 (53.1)               | 9.2 (48.6)                | 14.2 (57.6)               |
| متوسط درجة الحرارة الصغرى °م (°ف) | 4.3 (39.7)                | 3.8 (38.8)                | 5.3 (41.5)                | 6.5 (43.7)                | 9.3 (48.7)                | 11.8 (53.2)               | 13.9 (57.0)               | 14.3 (57.7)               | 12.9 (55.2)               | 10.6 (51.1)               | 7.5 (45.5)                | 5.0 (41.0)                | 8.8 (47.8)                |
| أدنى درجة حرارة °م (°ف)           | −10.3 (13.5)              | −9.0 (15.8)               | −3.3 (26.1)               | −1.6 (29.1)               | 0.0 (32.0)                | 5.9 (42.6)                | 9.0 (48.2)                | 7.7 (45.9)                | 6.0 (42.8)                | −2.6 (27.3)               | −3.0 (26.6)               | −4.0 (24.8)               | −10.3 (13.5)              |
| الهطول مم (إنش)                   | 93.1 (3.67)               | 68.9 (2.71)               | 66.1 (2.60)               | 56.4 (2.22)               | 55.6 (2.19)               | 47.5 (1.87)               | 44.6 (1.76)               | 49.5 (1.95)               | 63.9 (2.52)               | 103.4 (4.07)              | 105.4 (4.15)              | 113.9 (4.48)              | 865.8 (34.09)             |
| ساعات سطوع الشمس الشهرية          | 66.6                      | 91.6                      | 134.0                     | 196.5                     | 236.7                     | 245.4                     | 252.7                     | 235.3                     | 184.6                     | 118.8                     | 79.9                      | 63.2                      | 1٬904٫8                   |
| المصدر #1: Met Office             |                           |                           |                           |                           |                           |                           |                           |                           |                           |                           |                           |                           |                           |
| المصدر #2: Voodoo Skies           |                           |                           |                           |                           |                           |                           |                           |                           |                           |                           |                           |                           |                           |

## أعلام
- ويليام روز
- بابيت كول
- جيرالد دوريل
- فرانك ووكر
- جيمس ووكر
- غورو جوش
- راندولف ليكت
- مارسيل مور
- روبير واس
- ليدي أنجيلا فوربس